# Klarvattentjärnen, Dalarna
Klarvattentjärnen är en sjö i Älvdalens kommun i Dalarna och ingår i Dalälvens huvudavrinningsområde. Sjön har en area på 0,0819 kvadratkilometer och ligger 539,1 meter över havet.

## Delavrinningsområde
Klarvattentjärnen ingår i det delavrinningsområde (686133-135729) som SMHI kallar för Mynnar i Fjätan. Medelhöjden är 607 meter över havet och ytan är 34,62 kvadratkilometer. Det finns inga avrinningsområden uppströms utan avrinningsområdet är högsta punkten. Fiskvasseln som avvattnar avrinningsområdet har biflödesordning 3, vilket innebär att vattnet flödar genom totalt 3 vattendrag innan det når havet efter 458 kilometer. Avrinningsområdet består mestadels av skog (75 procent) och sankmarker (18 procent). Avrinningsområdet har 0,34 kvadratkilometer vattenytor vilket ger det en sjöprocent på 1 procent.